# Churchill Point
Churchill Point är en udde i Antarktis. Den ligger i Östantarktis. Australien gör anspråk på området.
Terrängen inåt land är platt. Trakten är glest befolkad. Närmaste befolkade plats är Casey Station, 14,5 kilometer norr om Churchill Point. 